# جون كير (ضابط بحري)
جون كير (بالإنجليزية: John Kerr)‏ هو ضابط بحري بريطاني، ولد في 27 أكتوبر 1937.